# Luis Ortiz Macedo
Luis Ortiz Macedo (né à Mexico en 1933 et mort le 10 décembre 2013 dans la même ville) est un architecte, chercheur et enseignant mexicain. Son père était Luis Ortiz et sa mère la peintre Gloria Macedo.

## Ouvrages
- 40 siglos de plástica mexicana, 1970.
- El arte del México virreinal, 1971.
- Los monumentos de México, 1984.
- Nuestra pintura mexicana, 1986.
- Ernesto Icaza, maestro del ingenuismo mexicano, 1985.
- Edouard Pingret: un pintor romántico francés que retrató el México del mediar del siglo XIX, 1989.
- La hacienda de San Agustín de las Cuevas, 1990.
- Elogio y nostalgia de Tlalpan, 2004.
- Palacios nobiliarios de la Nueva España, 2009.
- Diez Normas para los Planificadores, 1979
- Opera Mínima, notes de voyage, 1993.

## Source
- (es) Cet article est partiellement ou en totalité issu de l’article de Wikipédia en espagnol intitulé « Luis Ortiz Macedo » (voir la liste des auteurs).